# سعيد الركبي
سعيد الركبي  (20 أكتوبر 1969 المغرب) هو لاعب كرة قدم مغربي.

## روابط خارجية
- سعيد الركبي على موقع الاتحاد الدولي (مؤرشف)  (الإنجليزية)
- سعيد الركبي على موقع قاعدة بيانات كرة القدم.إي يو (الإنجليزية)
- سعيد الركبي على موقع ناشيونال فوتبول تيمز (الإنجليزية)
- سعيد الركبي على موقع أوليمبيديا (الإنجليزية)